# Norbert Cassinelli
Norbert Cassinelli (Graveglia, 12 avril 1829 - Recanati, 29 juin 1911) est un prêtre passionniste italien reconnu vénérable par l'Église catholique. 

## Biographie
Il naît le 12 avril 1829 à Graveglia, une frazione de Carasco. Enfant vif et exubérant, il surprend tout le monde lorsqu'il entre au séminaire en 1843. Le 8 juillet 1847, il le quitte pour le couvent des Passionnistes dell’Angelo, près de Lucques. Il fait sa profession religieuse le 24 juillet 1848 puis reçoit l'ordination le 20 décembre 1851. À Recanati, il étudie pour se préparer aux missions paroissiales mais, en 1854, il est envoyé à Morrovalle comme vice-maître des novices. Deux ans plus tard, il est le directeur spirituel de saint Gabriel de l'Addolorata (1838-1862), jusqu'à la mort du jeune novice. La vie de Norbert sera à jamais marquée par la présence de ce fils spirituel.
De 1862 à 1867, les couvents sont fermés par les lois de suppression et les religieux sont contraints d'habiter chez des amis. Ils reprennent progressivement la vie communautaire au bout de quinze ans. Pendant cette période, Norbert est consulteur puis provincial ainsi que responsable des religieux dispersés. En 1878, le chapitre général de la congrégation, organisé à Rome, élit le Père Bernard-Marie de Jésus comme supérieur général et Norbert comme deuxième consulteur. De 1887 à 1893, il occupe la charge de provincial. Il est recherché comme directeur, confesseur et prédicateur d'exercices spirituels notamment par les communautés religieuses. En 1908, il assiste à la béatification de Gabriel. Après les célébrations, Norbert retourne au couvent de Recanati où il meurt le 29 juin 1911.

## Culte
Le procès diocésain est ouvert en 1960 et se termine l'année suivante; il est reconnu vénérable le 15 décembre 1994 par Jean-Paul II. Son corps repose au cimetière civique de Recanati.